# Waldemar Carpenel
Waldemar Carpenel (frz. Geldemar Carpenel, lat. Guademarus Carpinellus; † 7. September 1101 bei Ramla) war ein okzitanischer Kreuzritter und Herr von Haifa im Königreich Jerusalem.
Waldemar nahm im Gefolge des Grafen Raimund von St. Gilles am Ersten Kreuzzug teil. Nach der Eroberung Jerusalems durch die Kreuzfahrer, sandte Raimund ihn nach Jaffa. Der erste Regent von Jerusalem Gottfried von Bouillon belehnte Waldemar auf dem Sterbebett mit der Stadt und Herrschaft Haifa, die Tankred von Tiberias kurz zuvor erobert hatte. Tankred war über die Belehnung erzürnt, kurz nach Gottfrieds Tod vertrieb er Waldemar aus Haifa, der sich auf die Burg St. Abraham zurückzog. Waldemar klagte beim neuen König von Jerusalem, Balduin I., über seine Vertreibung und erreichte, dass er Haifa zurückerhielt als Tankred 1101 zum Regenten von Antiochia ernannt wurde, unter der Bedingung, dass er das Lehen zurückgeben müsse, falls Tankred es binnen 15 Monaten zurückfordern würde.
Waldemar war einer der Barone, die sich für die Wiedereinsetzung des Patriarchen Dagobert von Pisa einsetzten.
Im September 1101 nahm er im königlichen Heer an der siegreichen Ersten Schlacht von Ramla gegen die Fatimiden teil. Waldemar wurde in der Schlacht getötet.
Mit seinem Tod fiel Haifa formell wieder an Tankred, spätestens 1103 wurde es aber an Rohard I., möglicherweise ein Sohn oder Verwandter Waldemars, vergeben.